# Karl Prossliner
Karl Prossliner (* 1953 in Mals) ist ein Südtiroler Dokumentarfilmer. Er studierte Regie an der Universität für Musik und darstellende Kunst Wien. Seit 1983 ist er freischaffender Filmemacher.

## Werk (Auswahl)
- 2021 Heimat – die andere Erzählung
- 2018 Das Dorf
- 2018 Am Beginn der Ewigkeit
- 2017 Leben
- 2016 Das Puzzle
- 2016 Ina Schenk – Die Lehrerin
- 2014 Ära Durnwalder – Der Abschied
- 2010 Egon Rusina. Die Ahnung vom unendlich leeren Raum
- 2009 Rund um den Laugen
- 2008 Franz Tumler. Diese Schrift ist meine Schrift
- 2008 Archiv des Alltags – „Der Obere Vinschgau“
- 2007 Bildbeschreibung (bisher 9 Folgen)
- 2007 Archiv des Alltags – „Das Wipptal“
- 2003 Von hier bis zum Mond (3 Teile)
- 1990 Mütterchen Russland
- 1998 Hühnerdreck und Asche – Besuch im Paradies

## Preise
- 1990  Fuji-Preis beim Dokumentarfilmfestival München
- 1998 Genziana d’oro miglior film Trento Filmfestival[1]
- 2009 Prof. Claus Gatterer-Preis[2]